# Oculus - Il riflesso del male
Oculus - Il riflesso del male è un film del 2013 diretto da Mike Flanagan.
L'anteprima mondiale si è tenuta l'8 settembre 2013 al Toronto International Film Festival, mentre è stato distribuito nei cinema dall'11 aprile 2014. La pellicola è basata su un precedente cortometraggio dello stesso Flanagan intitolato Oculus: Chapter 3 - The Man with the Plan.

## Trama
Il film si svolge in due tempi diversi: il presente e 11 anni prima. Le due linee della trama sono raccontate in parallelo attraverso una serie di flashback.
Nel 2002, l'ingegnere di software Alan Russell si trasferisce in una nuova casa con sua moglie Marie e i figli Tim e Kaylie, rispettivamente di 10 e 12 anni. Alan acquista uno specchio antico per decorare il suo ufficio: tuttavia, a loro insaputa, lo specchio è dotato di poteri paranormali che portano le persone che ne entrano in contatto a subire allucinazioni sempre maggiori. Il primo a farne spese è Alan, che comincia a diventare introverso e distratto, mentre la moglie sospetta inizialmente che il marito abbia un'amante.
Col tempo, entrambi i genitori diventano psicotici: Alan si isola nel suo ufficio e Marie diventa chiusa e paranoica. Tutte le piante della casa muoiono e il cane di famiglia scompare dopo essere stato chiuso nell'ufficio con lo specchio. Kayle e Tim cominciano a vedere una donna inquientante che si aggira per casa, oppure in compagnia di Alan nell'ufficio. Una notte Marie si dirige nello studio per cercare prove sul presunto tradimento del marito ma viene posseduta dagli spiriti maligni dello specchio e tenta di uccidere i suoi figli; Alan interviene in tempo, poi subisce nuovamente l'influenza dello specchio che lo porta a isolare sé stesso e i bambini in casa, chiudendo la moglie nella camera da letto. Quando la famiglia esaurisce il cibo, i fratelli si rendono conto che il padre è ormai sotto il totale controllo dell'oggetto dato che ormai vive come isolato dalla realtà, passando il suo tempo a guardare lo specchio. Kaylie va a cercare aiuto dalla madre e la trova incatenata al muro della camera, torturata e dagli atteggiamenti animaleschi. Inutili sono anche i tentativi di chiedere aiuto ai vicini, che non credono alla ragazza, e le telefonate al 911 si rivelano infruttuose dato che risponde sempre lo stesso uomo.
Una notte, Alan libera Marie ed entrambi i genitori attaccano i bambini. Marie, prima che possa uccidere Kaylie, torna brevemente in sé e viene uccisa subito dopo da Alan. I fratelli cercano di distruggere lo specchio, ma questo li inganna affinché non riescano mai a centrarlo. Anche Alan torna brevemente in sé, sparandosi con la pistola che sta impugnando Tim prima di far del male a lui o alla sorella e implorando ai bambini di scappare. I ragazzini vengono poi circondati dai fantasmi delle precedenti vittime dello specchio, poco prima del sopraggiungere della polizia che prende Tim in custodia.
Nel 2013, Tim viene dimesso dall'ospedale psichiatrico in cui è stato rinchiuso per undici anni, essendo arrivato a credere che non ci fossero eventi soprannaturali coinvolti nella morte dei suoi genitori e che fosse stato il padre, impazzito, a uccidere la madre spingendolo quindi a eliminarlo prima che potesse fare del male a lui e alla sorella. Kaylie ha trascorso la maggior parte degli ultimi anni a fare ricerche sulla storia dello specchio. Usando la sua posizione di dipendente di una casa d'aste, ottiene l'accesso allo specchio e lo fa trasportare nella casa di famiglia, dove lo colloca in una stanza piena di telecamere di sorveglianza e un timer speciale collegato a un'ancora appesa al soffitto. Kaylie intende distruggere lo specchio, ma prima vuole documentare i suoi poteri per dimostrare l'innocenza di Tim.
Tim tenta di convincere Kaylie che ha torto e che lo specchio non ha alcun potere e i fratelli litigano. Quando notano che le piante d'appartamento iniziano ad appassire, rivedono il filmato della telecamera e si vedono compiere azioni di cui non hanno memoria. Tim finalmente accetta la natura soprannaturale dello specchio e tenta di scappare dalla casa con Kaylie, ma l'influenza dello specchio lo riporta in casa. Credendo di vedere un'allucinazione di sua madre, Kaylie la pugnala al collo rendendosi poi conto di aver ucciso il suo fidanzato Michael, venuto a controllare che stesse bene. Lei e il fratello cercano allora di chiamare la polizia, ma riescono a raggiungere solo la stessa voce che parlò loro al telefono da bambini.
A questo punto vedono dei loro doppelgänger all'interno della casa in piedi davanti allo specchio. Rendendosi conto che la chiamata al 911 è inutile, rientrano in casa e finiscono per essere separati dalle allucinazioni sempre più frequenti che li portano a sovrapporre il presente con il passato. A un tratto Tim si sveglia da solo nella stanza con lo specchio, mentre contemporaneamente una giovane Kaylie allucina sua madre nello specchio e va ad abbracciarla.
Tim attiva il timer per distruggere lo specchio, non riuscendo a vedere la sorella davanti a esso e uccidendola accidentalmente. La polizia, giunta poco dopo, lo arresta per il presunto omicidio della sorella ripreso dalle telecamere proprio come undici anni prima lo arrestò per il presunto omicidio del padre; in entrambe le versioni Tim cerca inutilmente di accusare lo specchio, nella prima appoggiato da Kaylie che gli fa promettere prima di essere separati di riunirsi da adulti per distruggere il malefico oggetto. Mentre il Tim bambino viene portato via dalla volante della polizia, intravede nella finestra della sua casa i fantasmi dei genitori posseduti dallo specchio; parallelamente, il sé stesso adulto vede la stessa scena a cui si è aggiunto il fantasma della sorella.

## Produzione
Il film è basato su un precedente film del 2005 anch'esso intitolato Oculus. Il cortometraggio, anch'esso un film horror, ha un solo attore e uno specchio.

## Distribuzione

### Divieti
Negli Stati Uniti d'America la MPAA ha classificato il film come restricted (R) per scene contenenti terrore, violenza, alcune immagini disturbanti e linguaggio.

## Accoglienza

### Incassi
Il film ha incassato un totale mondiale di 44459951 $.

### Critica
Sul sito web di recensioni Rotten Tomatoes, il film ha un rating di approvazione del 75%, sulla base di 157 recensioni, e un rating medio di 7,2/10. Su Metacritic ha un punteggio medio ponderato di 61 su 100, basato su 28 recensioni di critici, che indica "recensioni generalmente positive".

## Riconoscimenti
- 2015 - Empire Awards[8]
  - Miglior debutto femminile a Karen Gillan
  - Nomination Miglior horror

## Remake
Nel 2017 è stato realizzato un remake di produzione indiana intitolato Dobaara. La pellicola è diretta da Prawaal Raman ed interpretata dagli attori indiani Huma Qureshi e Saqib Saleem.